# Przechyby
Przechyby (871 m) – szczyt w południowej części Gór Leluchowskich, które w polskiej regionalizacji fizycznogeograficznej według Jerzego Kondrackiego zaliczone zostały do Beskidu Sądeckiego, w nowszej regionalizacji z 2018 r. wraz z Górami Lubowelskimi do Pogórza Popradzkiego. Znajduje się w ich głównym grzbiecie, pomiędzy szczytami Dubne (865 m) i Garby (830 m). Jest całkowicie porośnięty lasem. Jest zwornikiem; w południowo-zachodnim kierunku odgałęzia się od Przechyb boczny grzbiet, który poprzez dwa nienazwane wierzchołki i Zdziar (837 m) opada do Popradu. Są trzy grzbiety, są więc także trzy doliny i trzy spływające nimi potoki. W północnym kierunku spływa spod Przechyb potok Młynne, w północno-zachodnim Zimne, w południowo-zachodnim Podgórny Potok.
Przez Przechyby biegnie granica między miastem Muszyna i wsią Powroźnik w województwie małopolskim, w powiecie nowosądeckim, w gminie Muszyna.

## Szlaki turystyczne
– żółty: Muszyna – Malnik – Garby – Przechyby – Dubne – Wojkowa – Kamienny Horb – Pusta (867 m) – Wysoka Horka – Bukowina – Muszynka. 7.30 h, ↓ 6.45 h.
 – niebieski: Leluchów – Kraczonik – Zimne – Dubne – Przechyby – Garby – Powroźnik. 4 h, ↓ 3:45 h